# Вельценбах, Вильгельм
Вильгельм «Вилло» Вельценбах (нем. Wilhelm „Willo“ Welzenbach; 1900—1934) — немецкий альпинист, совершивший около тысячи восхождений на вершины восточных и западных Альп, пионер ледолазания, впервые применивший укороченные ледовые инструменты (вместо используемых в то время длинных ледорубов) и ледовые крючья. Участник немецкой экспедиции на вершину Нанга-Парбат (8125 м) Кашмирских Гималаев. Создатель системы оценки сложности альпинистских маршрутов, используемой в ряде стран и в настоящее время. Доктор наук в области геологии.

## Краткая биография
Вилло Вельценбах родился 10 ноября 1900 года в Мюнхене. Образование получил в баварском реальном училище (нем.  Oberrealschule), в конце Первой мировой войны был призван в армию, однако в боевых действиях не участвовал. С 1920 по 1924 год учился в Высшей технической школе, по окончании которой получил диплом инженера-конструктора. В 1929 году защитил докторскую диссертацию по теме стратиграфии снежных отложений и механики движения снега. Его научным руководителем был профессор геологии, один из первых экспертов в области лавиноведения, а также пионер горнолыжного спорта и ски-альпинизма Вильгельм Паульке.
Вилло Вельценбах не был профессиональным альпинистом. Восхождения, принёсшие ему славу (главным образом, стеновые, ледовые и комбинированные), были не более чем увлечением, которому он посвящал свои выходные дни и отпуска. В период с 1920 по 1934 год он совершил 940 восхождений на вершины Альп, в 1930 году разработал детальный план первой немецкой экспедиции в Гималаи на вершину Нанга-Парбат, но которая по ряду причин не состоялась. В 1934 году стал участником второй немецкой экспедиции на Нанга-Парбат, из которой не вернулся. Он умер от истощения в палатке высотного лагеря VII на перевале Северное седло между Ракиот-Пиком (7070 м) и восточным гребнем вершины в ночь с 12 на 13 июля после продолжительной непогоды. Тело оставлено на горе.

## Карьера альпиниста

### Восхождения в Альпах
В 1920 году Вилло Вельценбах вступил в Мюнхенский академический альпийский клуб (англ.  Munich Academical Alpine Club), в котором под руководством опытных наставников прошёл курс обучения. Свои первые восхождения он совершал в окрестностях Мюнхена и быстро прогрессировал как альпинист на скальных маршрутах, после которых перешёл к освоению снежно-ледовых в восточных, а чуть позднее в западных Альпах. Зимой 1923 года он посетил Вале (Бернские Альпы), летом вместе Гансом Фанном (нем.  Hans Pfann) — почётным членом австрийского и баварского австрийских клубов, совершил ряд восхождений в массиве Монблан. В этом же районе он совершил восхождение по гребню Цмутт на Маттерхорн и прошёл траверс до вершины Дан-д'Эран.

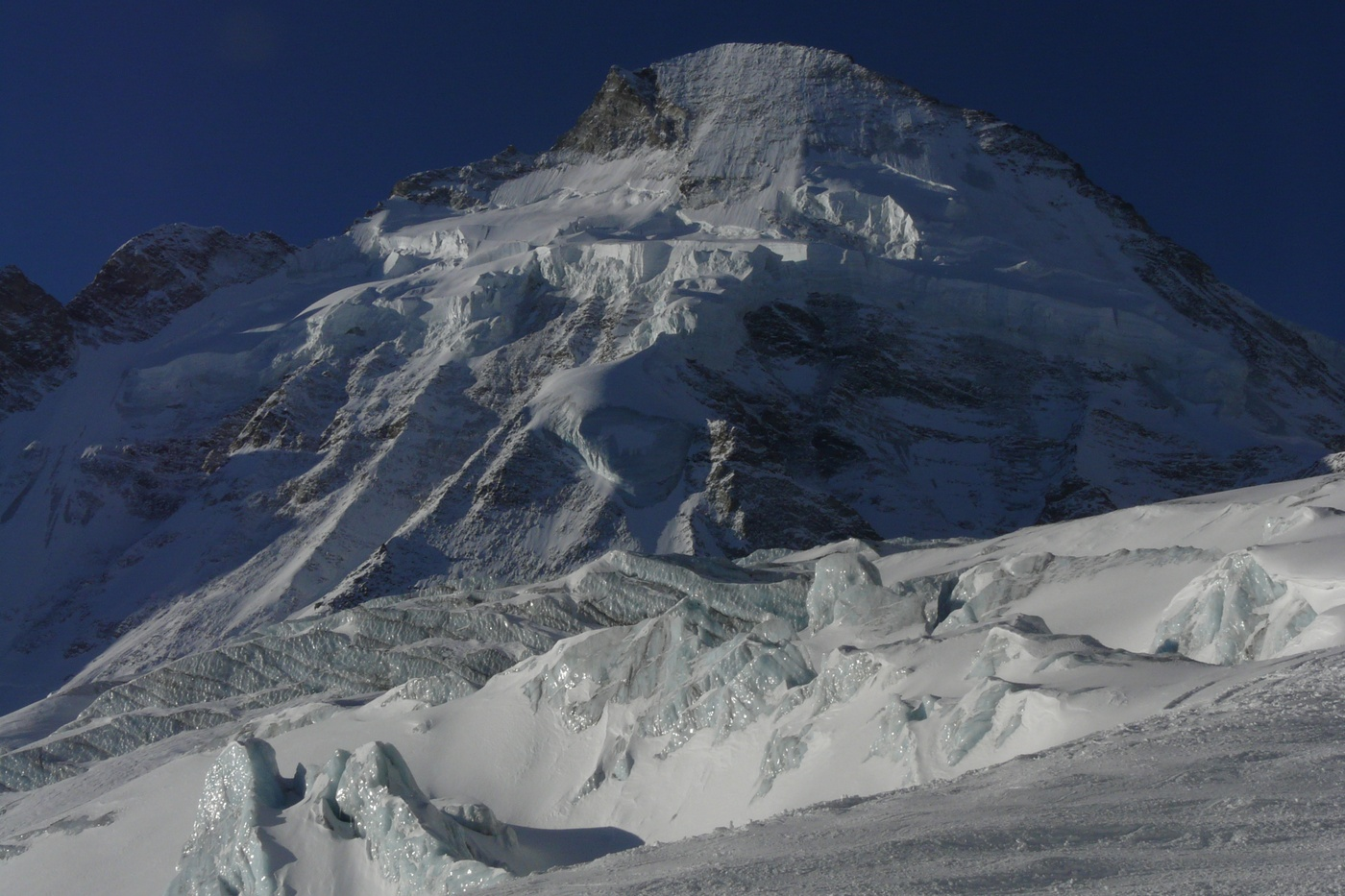
Северная стена Дан-д’Эран

В июле 1924 года Вельценбах начал серию своих наиболее известных прохождений северных стен с восхождения вместе с Фрицем Ригеле (нем.  Fritz Rigele) на Гросес-Висбаххорн по северо-западной стене. Во время этого восхождения он применил ледовые крючья при прохождении нависающего ледового участка стены на пол-пути в вершине, таким образом, впервые использовав методы работы на скалах на ледовом рельефе. В течение лета он также совершил ряд восхождений с Ойгеном Альвайном в Вале, таких как по северной стене Брайтхорна, Надельграта и восточной стене Монте-Розы. Осенью этого же года прошёл сложнейший маршрут в массиве Кайзер — маршрут Фихтля-Вайнберга (нем.  Fiechtl-Weinberg) на Предигтштуль (нем. Predigtstuhl) (вместе с Паулем Бауэром). Весной 1925 года Вилло «работал» на массиве Гран-Комбен, а летом снова вместе с Альвайном на Монблане, где совершил четвёртое восхождение на его вершину по гребню Питерет (англ. Peteret ridge). 10 августа он совершил одно из самых его потрясающих восхождений — прошёл диретиссиму (маршрут по кратчайшему пути от подножия до вершины) северной стены вершины Дан-д’Эран.
В 1926 году Вилло прошёл новые маршруты на Брайтхорн по северо-западной стене, и, вместе с Карлом Вином, на Гросглоккнер по северной стене, Айскёгеле по северной и на Глоккнер (нем. Glockner) по северо-западной стенам. Осенью он подготовил путеводитель по району Веттерштайн с описанием его двадцати новых маршрутов восхождений, в том числе маршрута по северной стене Шонангершпитце (нем.  Schonangerspitze), пройденного вместе с Бауэром. Зимой опубликовал учебное пособие по лавиноведению, которое представляло большую научную ценность.
С осени 1926 года из-за проблем со здоровьем он долго не мог участвовать в сложных восхождениях. По мере восстановления Вельценбах совершил восхождения на Гросглоккнер по маршруту Паллафициниринне (англ.   Pallavicinirinne), Монблан по гребню Бренва и Гранд-Жорас. В 1930 году после успешной хирургической операции он восстановил спортивную форму и продолжил работу над последними нерешёнными проблемами Альп. В 1930 году он в связке с Г. Тильманном (нем. H. Tillmann) прошёл диретиссиму Фишерванд (нем.  Fiescherwand) на Грос-Фишерхорн, а в 1931 году вместе с Вилли Мерклем новый маршрут по северной стене Эгий-Де-Гран-Шармо, на котором они провели пять дней и ночей в кошмарную погоду (известнейший французский горный гид Арманд Шарле назвал это восхождение «войной, а не альпинизмом»). В 1932-33 годах Вельценбахом были пройдены северные стены Гроссхорна, Гшпальтенхорна, Глечерхорна, Брайтхорна, и Нестхорна.
| «… достигнутые результаты делают жизнь ценнее, они наполняют её смыслом… наслаждение высотой в сочетании с упоением от борьбы и успеха порождает чувство гармонии в наших сердцах. Это чувство неразрывно связано с сутью экстремальных восхождений, это то, что по-существу дает альпинизм» Оригинальный текст (англ.)... achieved values that make life worth living, that give existence a lasting meaning … and pure enjoyment of the heights is combined with delight at victorious struggles and in success to produce a feeling of harmony in our hearts. This sense of satisfaction is inseparably bound up with the character of extreme mountaineering, indeed it is what gives this sort of alpinism its aim and purpose. — Вилло Вельценбах |

### Экспедиция на Нанга-Парбат

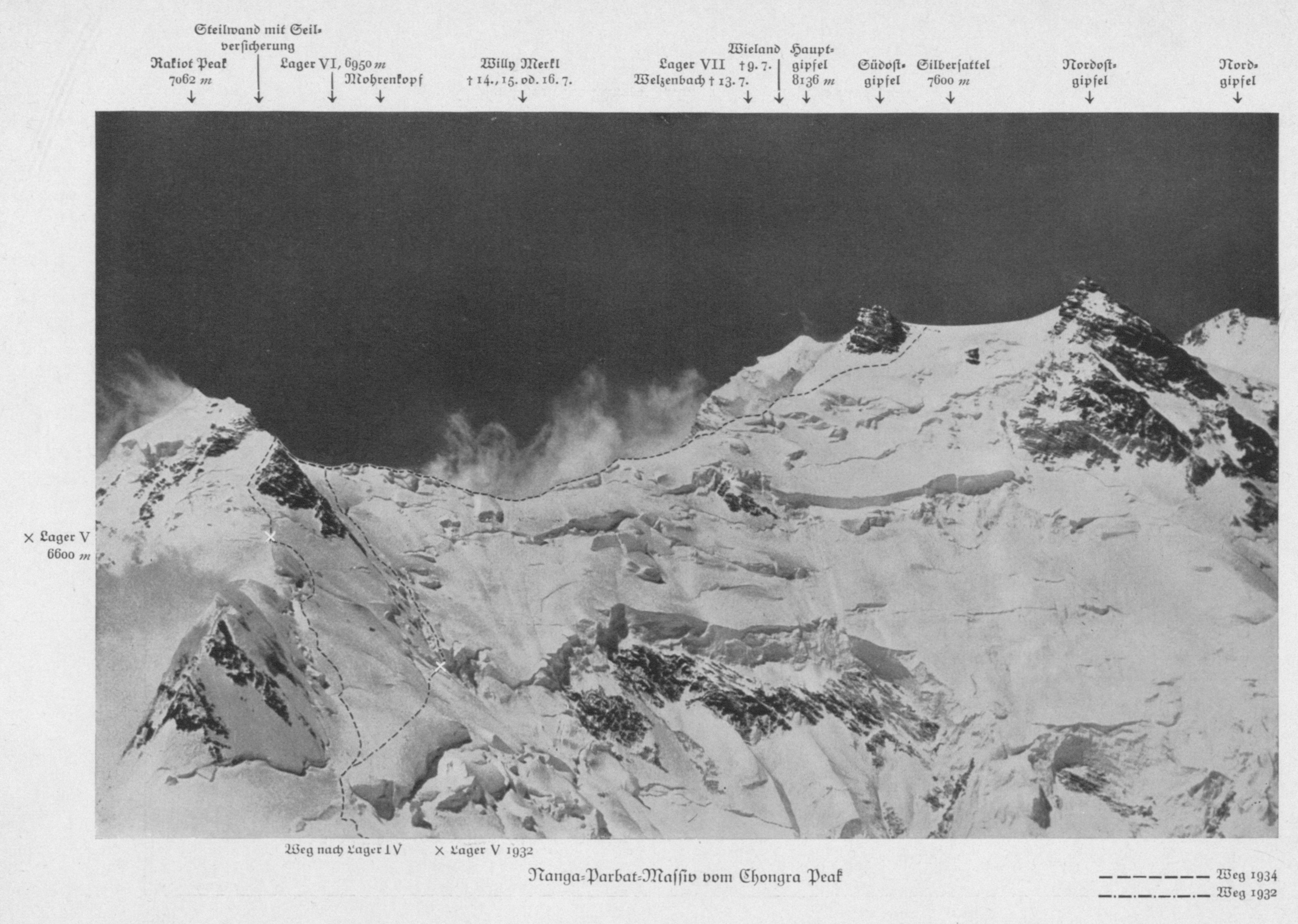
Маршрут экспедиции 1934 года с указанием мест гибели альпинистов

В 1930 году Вилло Вельценбах разработал план немецкой гималайской экспедиции на вершину Нанга-Парбат, который предполагал восхождение по маршруту Альберта Маммери со стороны ледника Диамир по одноимённой стене. Но по настоянию Министерства иностранных дел Германии экспедиция не состоялась. В 1931 году предпочтение руководства страны было отдано экспедиции Пауля Бауэра на Канченджангу, а в 1932-м, когда на проведение экспедиции было получено разрешение, Вельценбах не смог принять в ней участие из-за занятости на работе. Его мечта осуществилась только в 1934 году — он вошёл в состав второй немецкой экспедиции на Нанга-Парбат под руководством Вилли Меркля.
Помимо Вельценбаха и руководителя в группу альпинистов входили участники экспедиции 1932 года Питер Ашенбреннер и Фриц Бехтольд, а также Питер Мюльриттер, Эрвин Шнайдер, Ули Виланд и Альфред Дрексель. С середины мая началась осада вершины и к 6 июля были установлены семь промежуточных лагерей, последний из которых (лагерь VII) находился на высоте 7050 метров на перевале Северное седло между вершиной массива Нанга-Парбат Ракиот-Пик и так называемым Серебряным седлом — выраженной седловиной в восточном гребне горы. 6 июля альпинисты и носильщики (шерпы) (всего 16 человек) вышли из этого лагеря в направлении Серебряного седла и на высоте 7480 метров разбили лагерь VIII. В ночь с 6 на 7 июля на горе началась сильнейшая буря, которая продолжалась в общей сложности 9 дней. Первые две ночи альпинисты и шерпы провели в лагере VIII, после чего руководителем было принято решение спускаться, но при этом значительная часть лагерного снаряжения была оставлена, поскольку предполагалось, что непогода не будет столь продолжительной.
8 июля Ашенбреннеру и Шнайдеру удалось спуститься до безопасного лагеря IV (6185 м.), троим сопровождавшим их шерпам только до лагеря VI у Ракиот-Пика. Мерклю и Вельценбаху удалось дойти до палатки лагеря VII, остальные заночевали в снежных пещерах на гребне горы. На следующий день 9 июля часть альпинистов и шерпов продолжили спуск, а часть осталась пережидать ураган. Утром 11 июля шерпы Ангтсеринг и Гай-Лай спустились от снежной пещеры на гребне до лагеря VII, в палатке которого нашли обессиленных Вилли Меркля и Вилло Вельценбаха. Вилло Вельценбах умер от истощения в ночь с 12 на 13 июля. Руководитель экспедиции Вилли Меркль и шерп Гай-Лай погибли, предположительно, 16 июля, Ангтсеринг — последний свидетель трагедии, смог спуститься в лагерь IV вечером 14 июля. Всего жертвами стихии стали девять человек.
Все многочисленные попытки прийти на помощь терпящим бедствие альпинистам и высотным носильщикам были безуспешны.

### Система Вельценбаха по категорированию альпинистских маршрутов

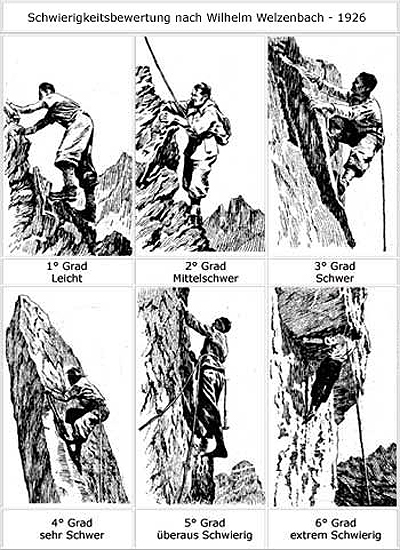
Шкала сложности Вилло Вельценбаха

В 1926 году Вилло Вельценбах предложил свою систему оценки сложности альпинистских маршрутов, которая предполагала шесть категорий от первой (легкой) до шестой (запредельно сложной). Его шкала была принята в 1935 году французскими альпинистами для категорирования маршрутов в западных Альпах, а в 1947 году официально в Шамони Международным союзом альпинистских ассоциаций (УИАА). В 1968 году переименована в шкалу UIAA.
По мере совершенствования мастерства спортсменов, а также развития технических средств для альпинизма, сделавших возможными прохождение всё более и более сложных маршрутов, в 1979 году УИАА в шкалу сложности была добавлена VII категория, а с 1988 года разрешено добавлять ещё более высокие (на 2015 год XI+). Тем не менее, в ряде стран, таких, например, как США и Россия в национальных системах категорирования остаётся градация I—VI.

## Краткий список новых маршрутов
- Ошстофан[нем.] / Северная стена — «Welzenbachweg» / 1921
- Зёллеркопф-Зюдлигер / Восточная стена / 08.06.1922
- Германскартурм / Западная стена / 09.06.1922
- Гросес-Висбаххорн[англ.] / Северо-западная стена / 15.07.1924
- Тёрлек-Вестлихес / Западный гребень / 18.09.1924
- Гаттерлькопф-Вестлигер / Западный гребень / 18.06.1925
- Платспитце-Вестлихе (Веттерштайн) / Южный гребень — «Direkter» / 19.06.1925
- Шнеефернеркопф[нем.] / Южный гребень / 20.06.1925
- Ваннер-Клайнер / Северная стена — «Rüsch/Welzenbach-Führe» / 18.07.1925
- Кирхтурм-Клайнер / Юго-восточная стена / 19.07.1925
- Цугшпитце / Западная стена / 20.07.1925
- Хёллентальспитце-Иннере / Юго-западный гребень / 21.07.1925
- Шюсселькартурм-Оберер / Северный гребень / 02.09.1925
- Ваксенштайн-Хинтерер / Северный гребень / 22.09.1925
- Риффельспитце-Нёрдлихе (Риффельспитце[нем.]) / Северо-западная стена / 03.10.1925
- Шёнангерспитце / Северная стена / 04.10.1925
- Веттерспитце-Митлере (Веттерштайн) / Южная стена — «Wetterwand» / 22.08.1926
- Клоккерин-Зюдвестгипфель / Северо-западная стена / 01.09.1926
- Айскёгеле[нем.] / Северная стена / 03.09.1926
- Гросглоккнер / Северная стена / 19.09.1926
- Гросглоккнер / Линке-Нордостринне — «Variante Direkter Ausstieg» / 16.07.1927[16]

## Комментарии
1. ↑  Дата рождения в статьях других языковых разделов указана как 13.10.1899, однако её источники не указаны.
2. ↑  Данные о дате смерти в статьях других языковых разделов также разнятся.